# Petráveč
Petráveč (in tedesco Petrowitz) è un comune ceco situato nel distretto di Žďár nad Sázavou, nella regione di Vysočina.